# スウェーデン・ソーラー・システム
スウェーデン・ソーラー・システム (Sweden Solar System) は世界一大きい、太陽系のモデルである。世界最大の半球状の建物であるストックホルム・グローブ・アリーナ（エリクソン・グローブ）を太陽に見立てて、スウェーデン各地に太陽系の天体に対応するオブジェが設置されている。小惑星帯より内部の惑星はストックホルム市内にあるが、外部の惑星のオブジェはバルト海に沿って、北の方向に設置されている。縮尺はおよそ2千万分の1で、太陽の大きさはコロナの部分を含んでいる。

## 概要
それぞれの天体の設置場所は以下のようになっている。
- 太陽：直径110mのストックホルム・グローブ・アリーナである。

- 内部惑星
  - 水星：グローブ・アリーナから2,900m離れたストックホルム市博物館に直径25cmの水星が置かれている。
  - 金星：5,500m離れたスウェーデン王立工科大学に、直径62cmの金星が置かれた。2004年6月8日には天文台博物館にも金星のモデルが置かれた。
  - 地球：スウェーデン自然歴史博物館のシアターのコスモノヴァ (Cosmonova) に直径65cmの地球のモデルが置かれている。グローブ・アリーナから7,600m離れている。18cmの月のモデルも置かれている。
  - 火星：11.6km離れたショッピングセンターのMörby Centrumに35cmのモデルが置かれた。

- 外部惑星
  - 木星：40km離れた、ストックホルム・アーランダ空港に直径7.3mの花の装飾が造られた。
  - 土星：現在はまだ建設されていないが、73km離れたウプサラのオングストローム研究所にプラネタリウムを建設する計画がある。直径6.1mでリングのある屋根を持つ計画である。
  - 天王星：143km離れたイェヴレのFuruvik公園に、直径2.6mのオブジェがある。
  - 海王星：229km離れたセーデルハムンに、アクリルで造られ夜は青く輝く2.5mのオブジェがある。

- 準惑星など
  - 冥王星とカロン：300km離れたDelsboの隕石クレータであるデレン湖の近くに、隕石落下の際にできたデレナイトと呼ばれる鉱石で作られた直径12cmのモデルが置かれている。
  - イクシオン：360km離れたヘーノーサンドに、6.5cmの球体を握った手のオブジェがある。
  - エリス：510km離れたウメオのUmestans Företagsparkに直径13cmのモデルが置かれている。Theresa Bergで作られた金色のモデルは、『「καλλίστῃ (最も美しい女神に)」と書かれたリンゴによって、女神達が争いを始めた』神話を伝えている。
  - セドナ：912km離れたルレオのTeknikens husにある。
- 太陽系外縁部の小天体
  - 小惑星エロス：エロスは愛の神であることから、バレンタインディのプロジェクトで11km離れたダンデリード市のMörbyskolan学校に 2 × 0.7 × 0.7 mm (0.98 mm3) の金のモデルが造られた。
  - 小惑星Saltis：SaltsjöbadenのKunskapsskolan（ストックホルム天文台の近くの学校）に置かれている。この小惑星はAlexis Brandekerが2000年にストックホルム天文台の望遠鏡で発見した。この天文台の場所（Saltsjöbaden）にちなんで名付けられた。
  - 小惑星 5025 PL：60km離れたクニーヴシュタのAlsikeの公園にスウェーデン・ソーラー・システムの地図が置かれ、地図に0.2mmの点が打たれている。
  - ハレー彗星：SkövdeのBalthazar Science Centerに置かれている。2009年12月16日より始め、現時点では彗星の4つのモデルが存在する。3つは児童達の図面に基づいて屋外に置かれている。1つは屋内に置かれ、ガラスのブロックを通過するレーザーから成る。
  - スイフト・タットル彗星：390km離れたカールスハムンのKreativumにある。彗星の軌道は特殊で、近日点がストックホルム市内に、遠日点がカールスハムンに相当する。
  - ヘリオポーズ：太陽系境界となる末端衝撃波面は950km離れた北極圏のキルナである。彫刻はまだないが、将来設置する計画がある。

## リスト
| オブジェ               | 距離    | 直径                                     | 所在地                                                                       | 座標                                                                        | 竣工           |
| ---------------------- | ------- | ---------------------------------------- | ---------------------------------------------------------------------------- | --------------------------------------------------------------------------- | -------------- |
| 太陽                   | 0 km    | 71 m (the disk) 110 m (incl. the corona) | ストックホルム・グローブ・アリーナ（ストックホルム）                         | 北緯59度17分36.80秒 東経18度04分59.65秒 / 北緯59.2935556度 東経18.0832361度 | -              |
| 水星                   | 2.9 km  | 25 cm                                    | ストックホルム市博物館（ストックホルム）                                     | 北緯59度19分11秒 東経18度04分14秒 / 北緯59.31972度 東経18.07056度           | 1998年         |
| 金星                   | 5.5 km  | 62 cm                                    | スウェーデン王立工科大学（ストックホルム） と 天文台博物館（ストックホルム） | 北緯59度20分51秒 東経18度04分21.4秒 / 北緯59.34750度 東経18.072611度        | 2004年6月8日   |
| 地球 と 月             | 7.6 km  | 65 cm と 18 cm                           | スウェーデン自然歴史博物館（ストックホルム）                                 | 北緯59度22分08.48秒 東経18度03分12.34秒 / 北緯59.3690222度 東経18.0534278度 | before 2000    |
| エロス                 | 11 km   | 2.0 mm x 0.7 mm x 0.7 mm                 | Mörbyskolan学校（ダンデリード市）                                            | 北緯59度23分38秒 東経18度02分41秒 / 北緯59.39389度 東経18.04472度           |                |
| 火星                   | 11.6 km | 35 cm                                    | Mörby Centrum（ダンデリード市）                                              | 北緯59度23分52.58秒 東経18度02分11.58秒 / 北緯59.3979389度 東経18.0365500度 | before 2000    |
| (36614)Saltis          | 17 km   | 1 mm                                     | Kunskapsskolan学校（Saltsjöbaden）                                           | 北緯59度16分21秒 東経18度18分17秒 / 北緯59.27250度 東経18.30472度           | 2010年1月14日  |
| ベスタ                 | 17 km   | 3 cm                                     |                                                                              |                                                                             | 2017年9月6日   |
| 木星                   | 40 km   | 7.3 m                                    | ストックホルム・アーランダ空港（Märsta）                                     | 北緯59度38分58.52秒 東経17度55分50.38秒 / 北緯59.6495889度 東経17.9306611度 | before 2000    |
| (5025) Palomar-Leiden  | 60 km   | 0.2 mm                                   | Alsike                                                                       | 北緯59度45分25秒 東経17度45分57秒 / 北緯59.75694度 東経17.76583度           |                |
| 土星                   | 73 km   | 6.1 m                                    | Celsius square（ウプサラ）                                                   | 北緯59度51分34秒 東経17度38分14秒 / 北緯59.85944度 東経17.63722度           | 2009年6月13日  |
| 天王星                 | 146 km  | 2.6 m                                    | Furuviks公園（イェヴレ）                                                     |                                                                             |                |
| 海王星                 | 229 km  | 2.5 m                                    | Söderhamnsån川の側（Söderhamn）                                              | 北緯61度18分07秒 東経17度03分19秒 / 北緯61.30194度 東経17.05528度           | 1998年10月29日 |
| ハレー彗星             | 260 km  |                                          | Balthazar Science Center （Skövde）                                          | 北緯58度23分14秒 東経13度51分11秒 / 北緯58.38722度 東経13.85306度           | 2009年12月16日 |
| 冥王星 と カロン       | 300 km  | 12 cm と 6 cm                            | デレン湖の側（Delsbo）                                                       | 北緯61度47分52秒 東経16度32分58秒 / 北緯61.79778度 東経16.54944度           | before 2000    |
| イクシオン             | 360 km  | 6.5 cm                                   | Technichus科学センター（Härnösand）                                          | 北緯62度37分49秒 東経17度56分12秒 / 北緯62.63028度 東経17.93667度           | 2002年4月18日  |
| スイフト・タットル彗星 | 390 km  | <1cm                                     | Kreativum科学センター（Karlshamn）                                           | 北緯56度11分39秒 東経14度51分09秒 / 北緯56.19417度 東経14.85250度           |                |
| マケマケ               | 400 km  | 7cm                                      |                                                                              |                                                                             | 2017年9月23日  |
| 2007 OR10              | 500 km  | 7.5cm                                    |                                                                              |                                                                             | 2017年9月23日  |
| エリス                 | 510 km  | 13 cm                                    | Företagspark（ウメオ）                                                       | 北緯63度50分05秒 東経20度15分37秒 / 北緯63.83472度 東経20.26028度           | 2007年12月6日  |
| セドナ                 | 912 km  | 10 cm                                    | Teknikens Hus科学センター（ルレオ）                                          | 北緯65度36分59.50秒 東経22度08分06.00秒 / 北緯65.6165278度 東経22.1350000度 | 2005年12月8日  |
| 末端衝撃波面           | 950 km  | A plate                                  | Institute of Space Physics（キルナ）                                         | 北緯67度50分27秒 東経20度24分34.5秒 / 北緯67.84083度 東経20.409583度        |                |

## モニュメントの画像

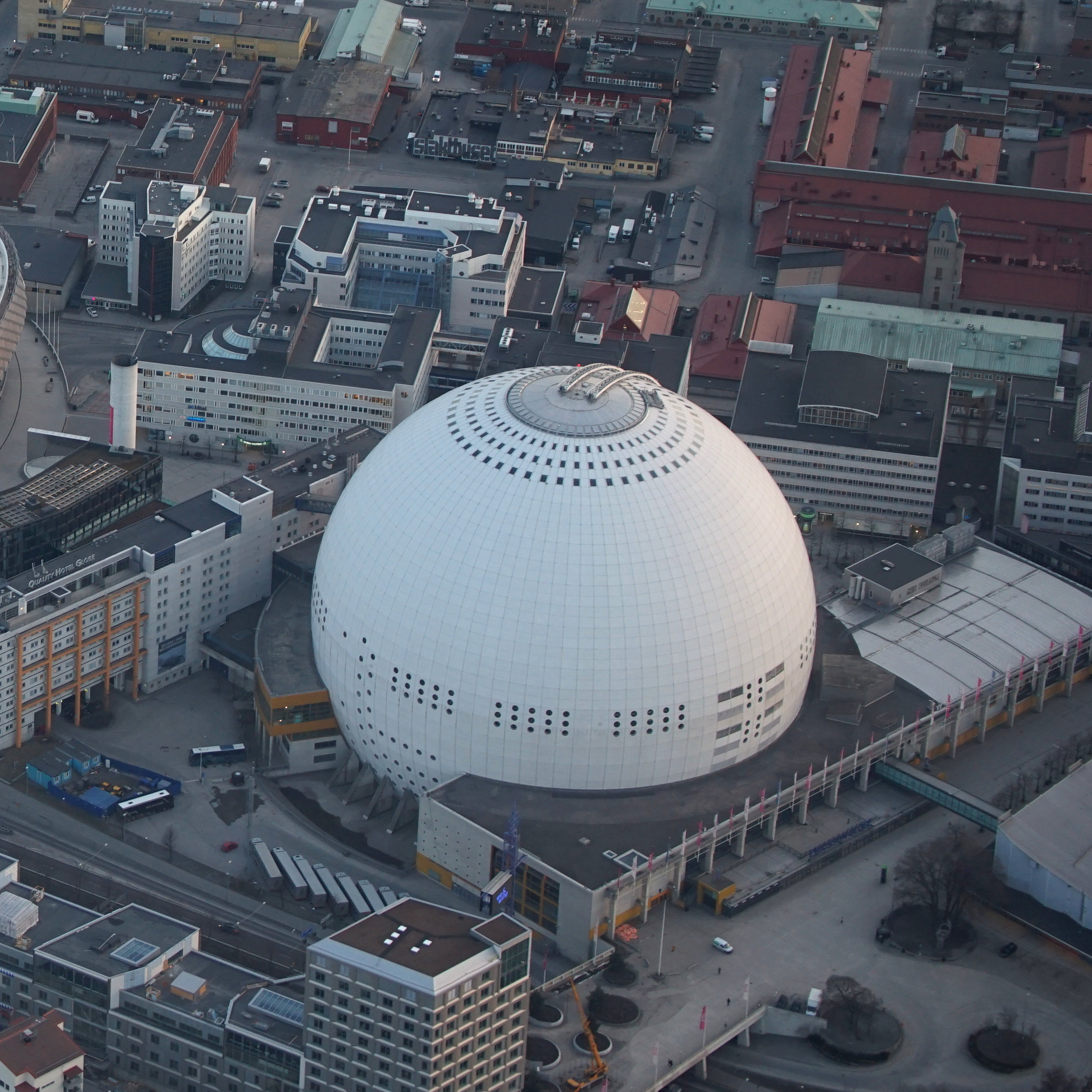
ストックホルム・グローブ・アリーナを太陽に見立てる。
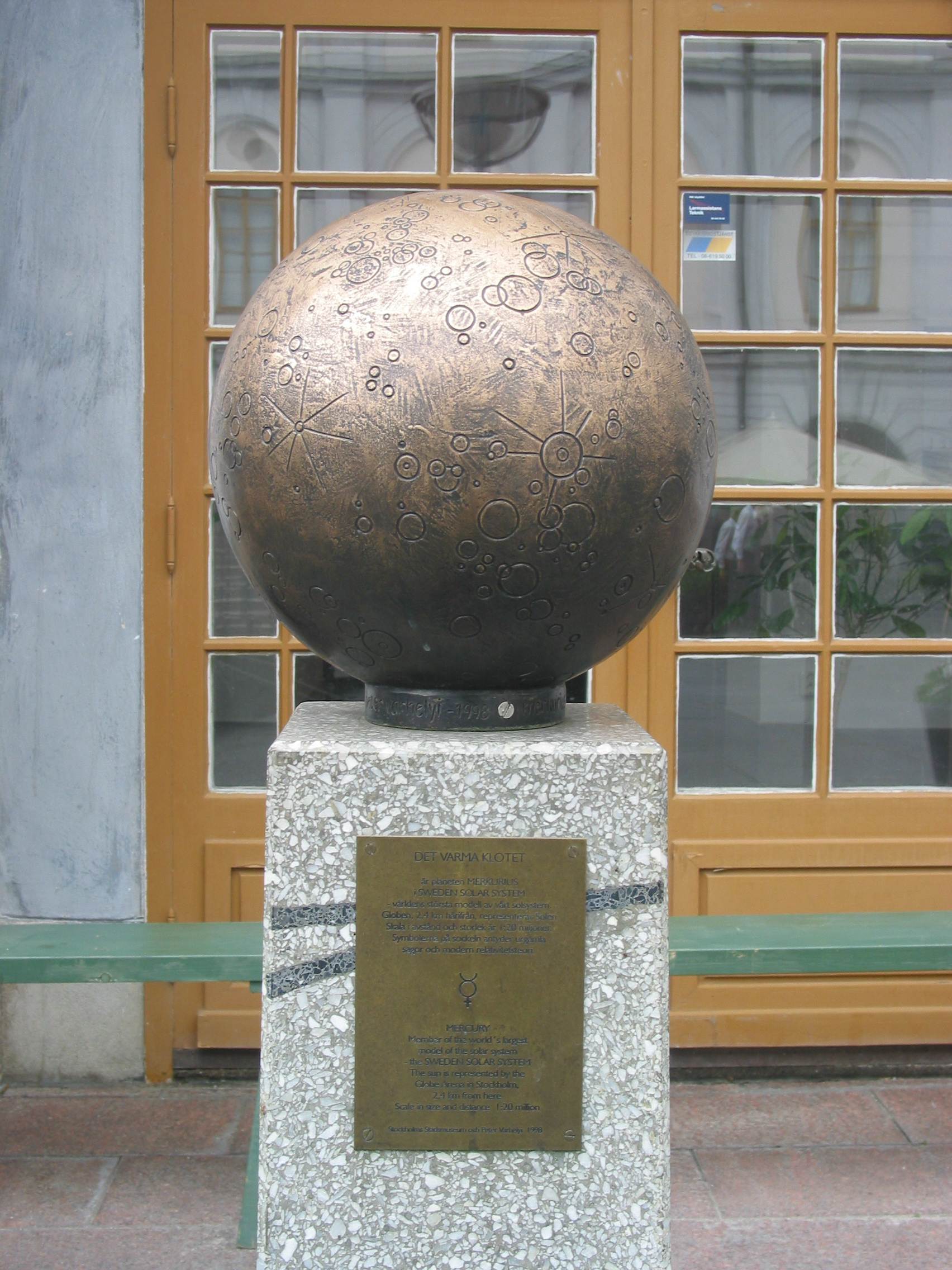
水星
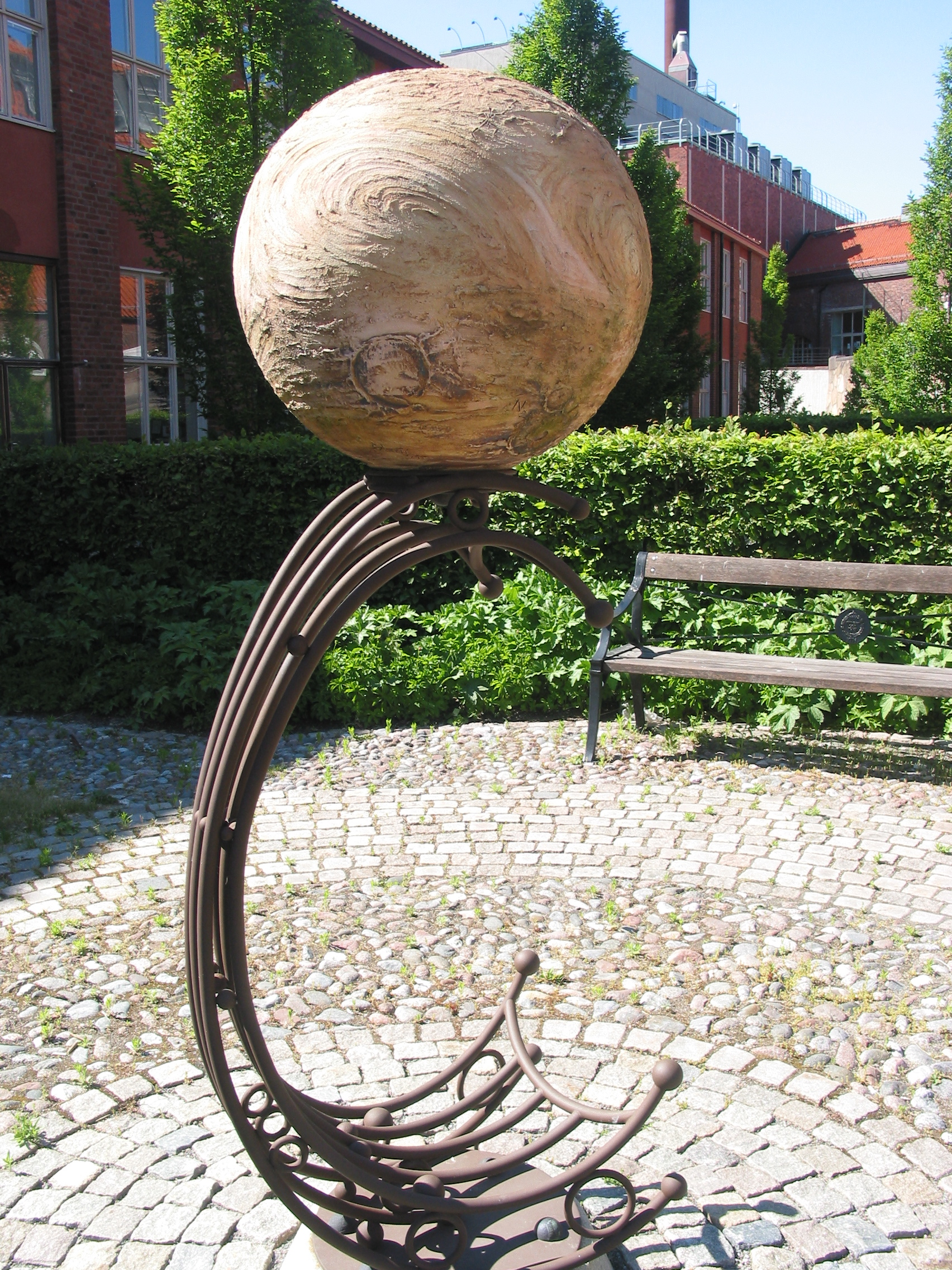
金星
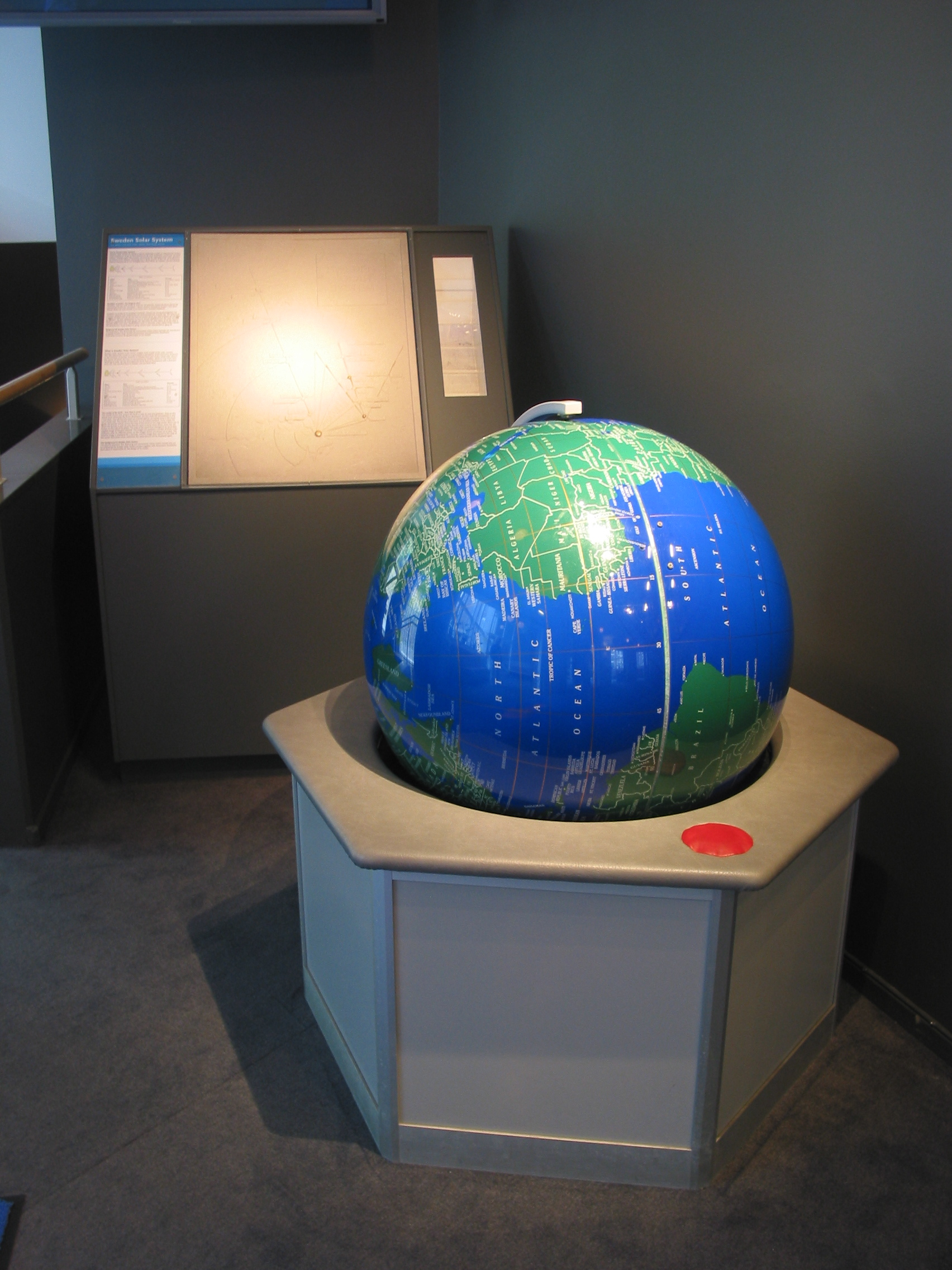
地球
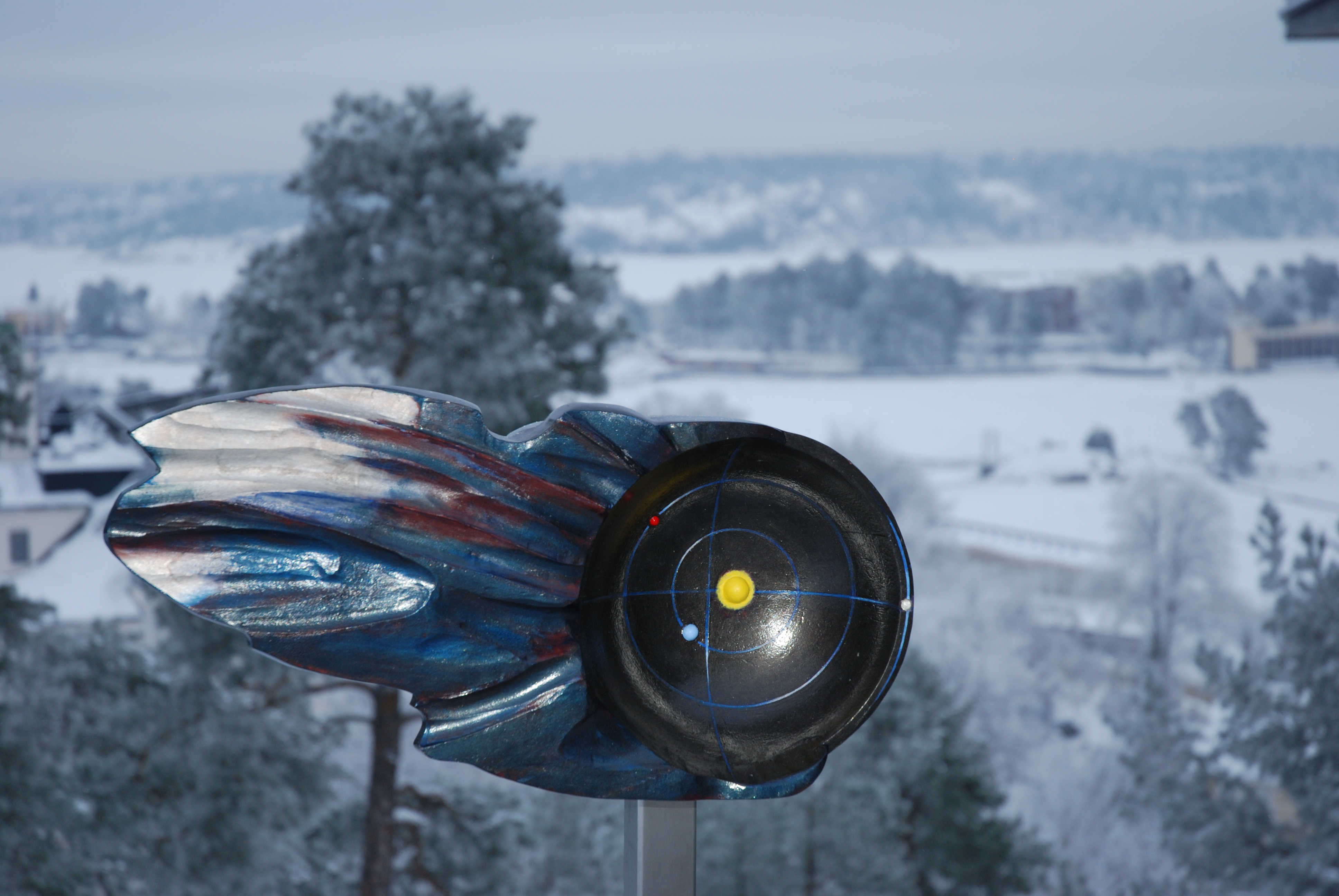
小惑星Saltis
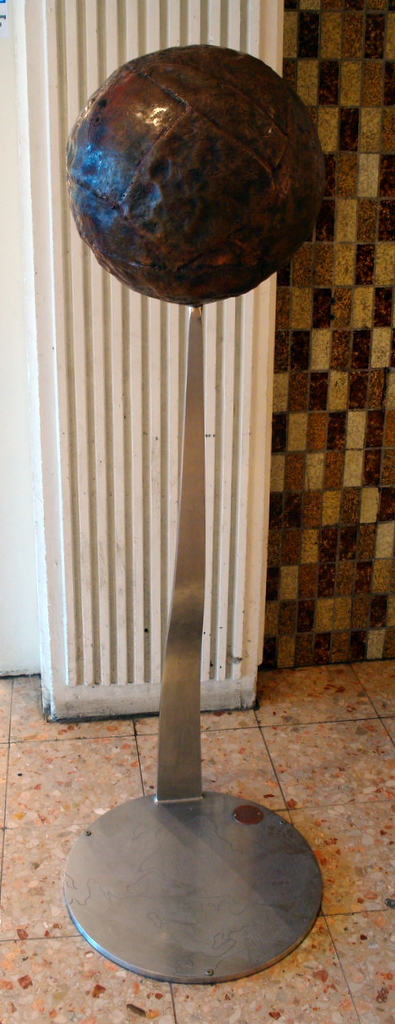
火星
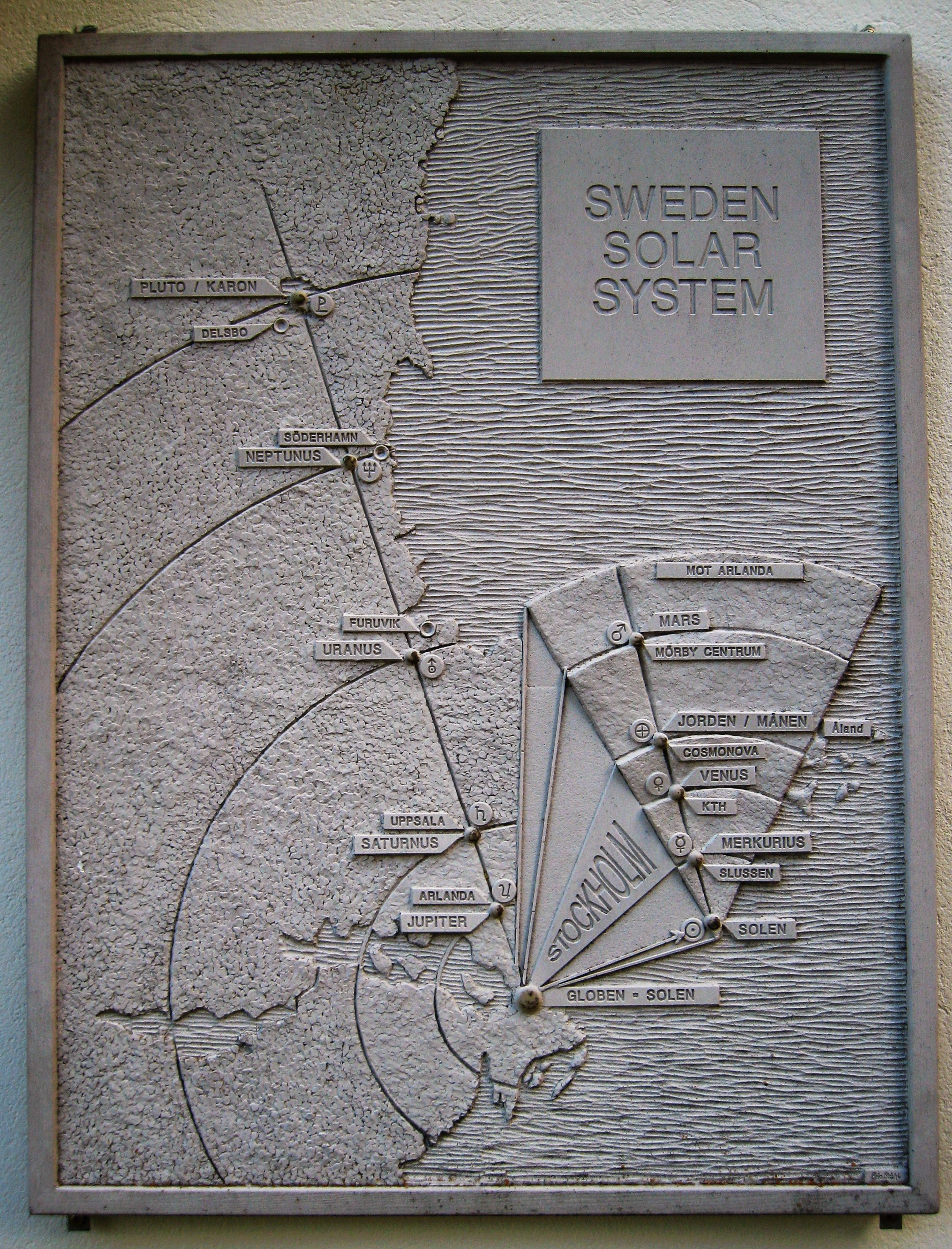
小惑星 5025 PLを記載したレリーフ
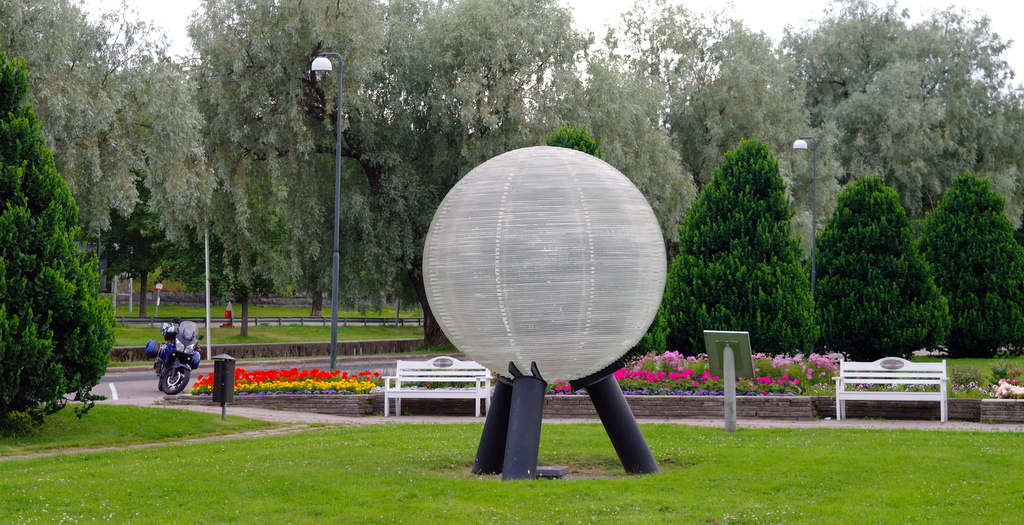
海王星
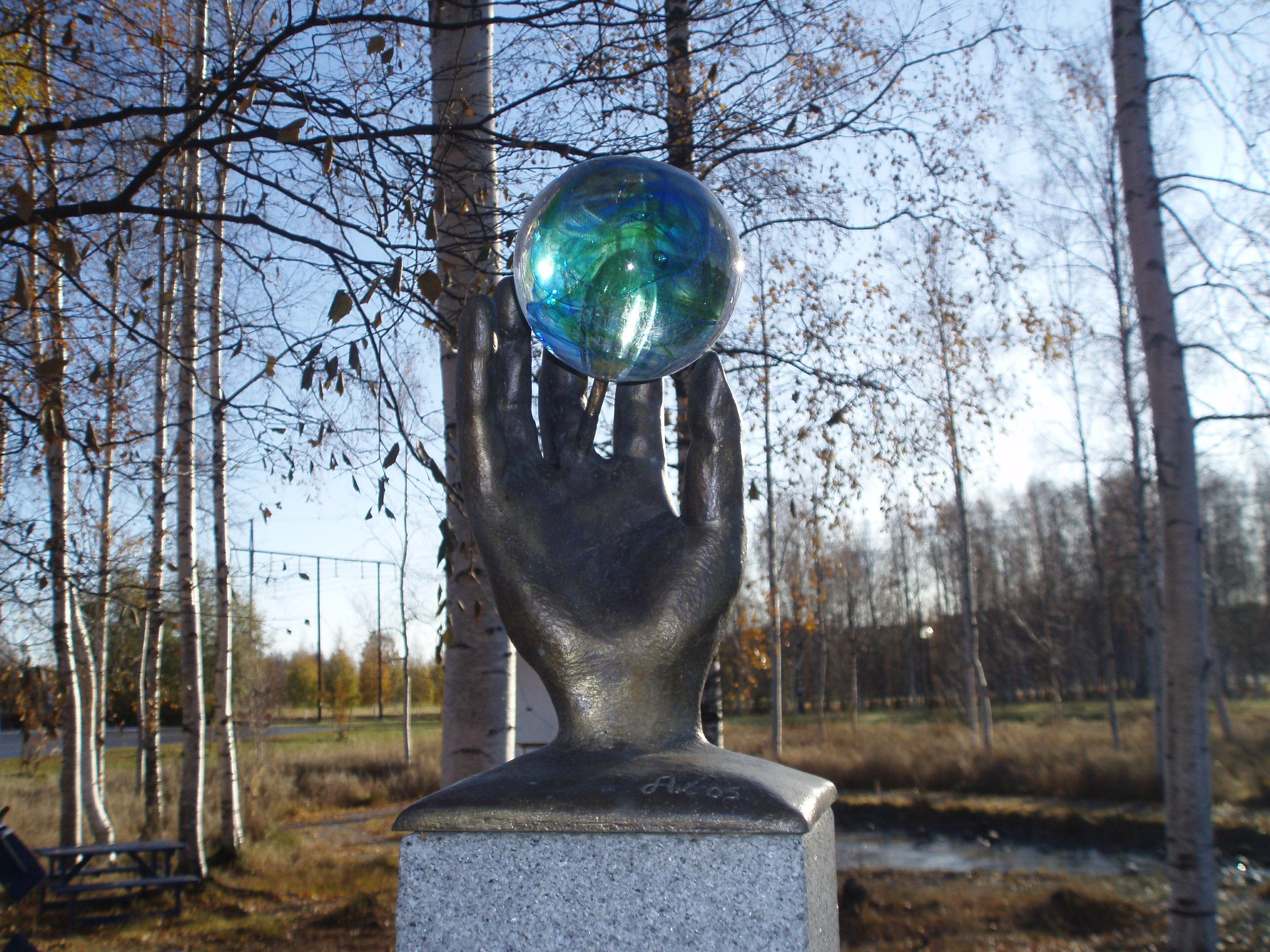
セドナ
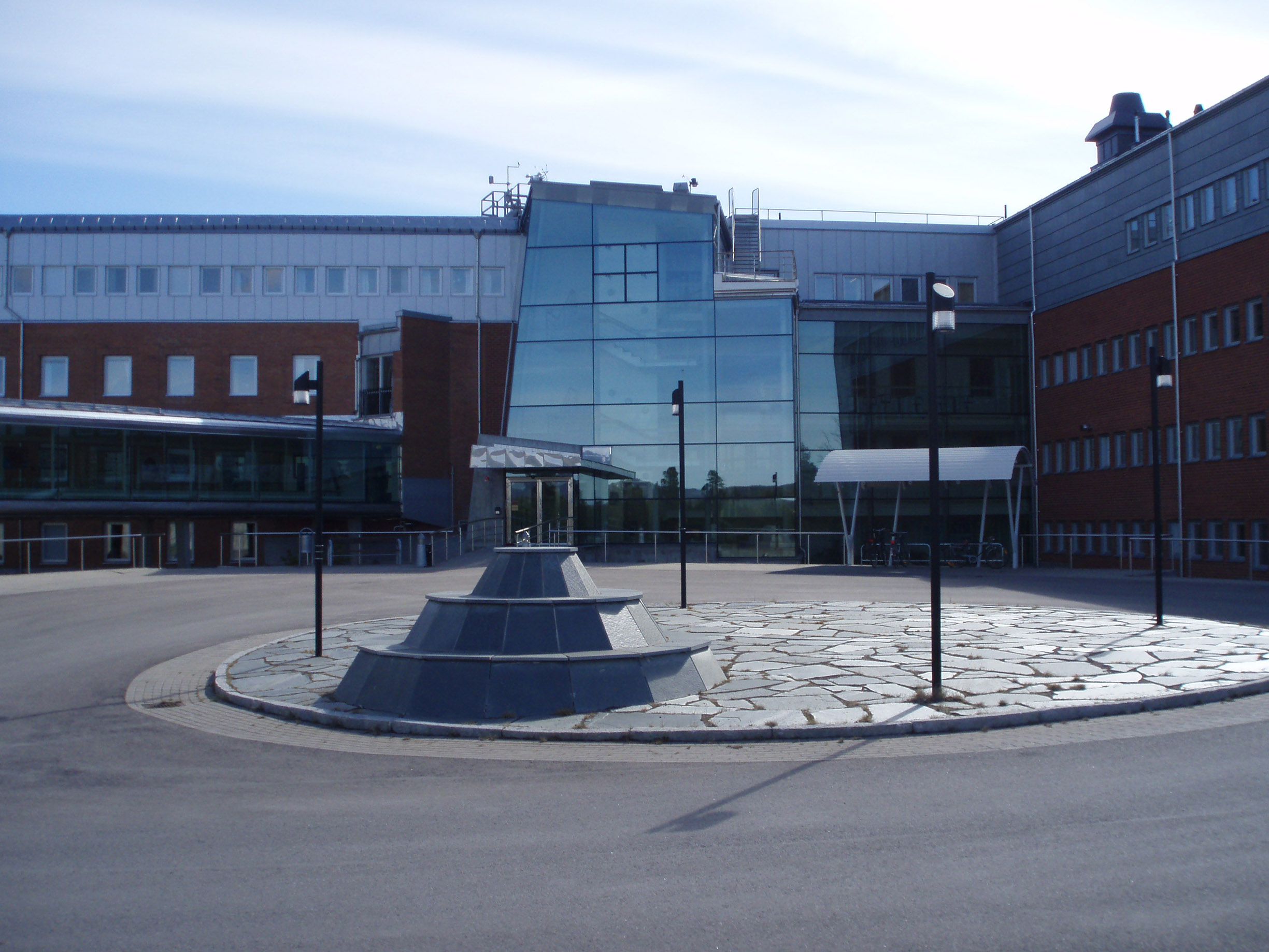
末端衝撃波面